# Želva podlouhlá
Želva podlouhlá (Indotestudo elongata) je druh želvy z čeledi testudovití. Jde o kriticky ohrožený taxon.

## Výskyt
Vyskytuje se v jižní a jihovýchodní Asii: v Bangladéši, Bhútánu, Kambodži, severní a východní Indii, Laosu, severozápadní Malajsii, Myanmaru, Nepálu, Thajsku a Vietnamu. Izolovaná populace existuje na indické náhorní plošině Chota Nagpur.
Obývají převážně listnaté lesy a křoviny v oblastech do cca 600 metrů nad mořem. Jsou činné hlavně brzy ráno a večer. V době nečinnosti se stahují do úkrytů.

## Popis
Jsou velké asi 30 cm, ale můžou dorůstat velikosti i 35 cm. Mláďata jsou velká přibližně 4–5 cm. 

## Reprodukce
Samice kladou na konci období dešťů jednu až dvě snůšky o jednom až pěti vejcích. 

## Potrava
Živí se převážně rostlinami. Sní i mršiny.

## Ohrožení

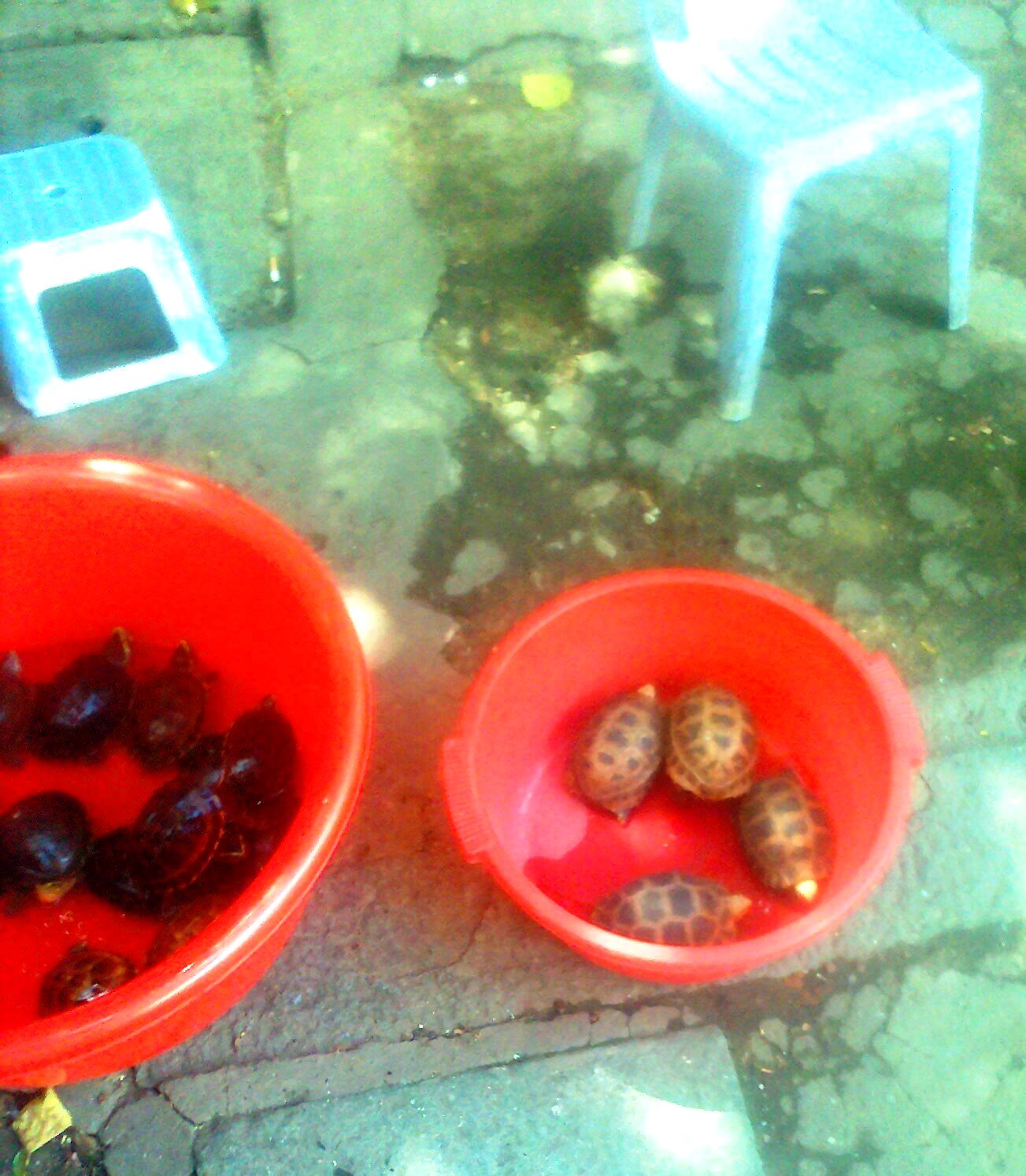
Želvy určené na prodej (Ho Či Minovo Město)

Navzdory značnému počtu zbývajících biotopů populace klesá v důsledku lidské činnosti. Předpokládá se, že v Indii a Bangladéši klesly stavy za posledních 20 let o 50 až 70 %, v Bangladéši se však stále jedná o běžný druh.
Na jihu Vietnamu a v Kambodži je druh poměrně běžný. Populace v Myanmaru se zdá také relativně stabilní. 
Nejhustší populace v Thajsku činí odhadem asi 1 až několik zvířat na kilometr čtvereční.
V Laosu a Vietnamu byla želva vzácná již v druhé polovině 20. století.
Předpokládá se, že za posledních 90 let došlo ke snížení populace o 80 % v důsledku ztráty přirozeného prostředí a sběru jedinců. Sběr jedinců započal v roce 1989 a jeho intenzita začala klesat až v roce 2016. Sběr byl prováděn často s použitím psů.
Dle Červeného seznamu IUCN jde o kriticky ohrožený taxon.